# حليب عضوي

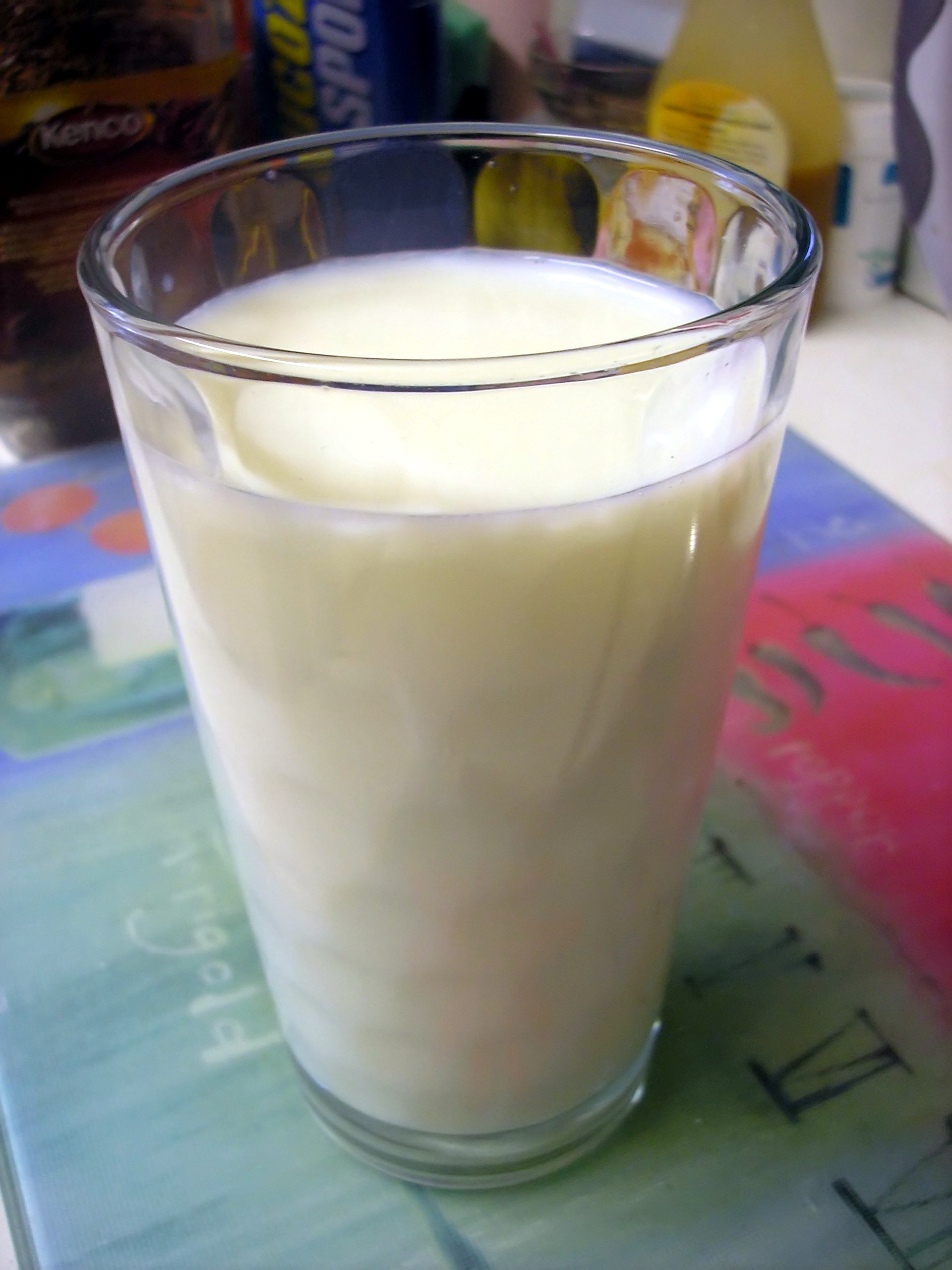
كوب من الحليب

يشير الحليب العضوي إلى عدد من منتجات الألبان المأخوذة من ماشية يتم تربيتها وفقًا لأساليب الرعي والزراعة العضوية. في معظم دوائر الاختصاص، يتم استخدام مصطلح «العضوية» أو ما في حكمه مثل «بيو»-حيوي- أو «إيكو»-بيئي- ، على أي منتج تنظمه سلطات الأغذية. بشكل عام، تنص هذه اللوائح على أن الماشية يجب أن تكون: مسموح لها بالرعي، ويتم إطعامها أعلافًا أو أغذية مركبة معتمدة عضويًا، وألا تعالج بمعظم الأدوية (بما في ذلك هرمون النمو)، ويجب بشكل عام أن تعامل بشكل إنساني.
هناك العديد من العقبات التي تحول دون التوصل إلى استنتاجات راسخة بشأن الفوائد المحتملة للسلامة أو الصحة جرّاء استهلاك الحليب العضوي أو الحليب التقليدي، بما في ذلك عدم وجود دراسات سريرية (إكلينيكية) طويلة الأجل. وقد توصلت الدراسات المتوفرة إلى استنتاجات متضاربة فيما يتعلق بالفروق المطلقة في محتوى المغذيات بين الحليب العضوي والحليب المنتج تقليديًا، مثل البروتين أو محتوى الأحماض الدهنية. فإن وزن الأدلة المتوفرة لا يدعم الموقف القائل بوجود أي فروق ذات صلة  إكلينيكية (سريرية) بين الحليب العضوي والحليب المنتج بالشكل التقليدي، من حيث التغذية أو السلامة.